# Tamsin Greig
Pour les articles homonymes, voir Greig.
Tamsin Greig est une actrice britannique, née à Maidstone le 12 juillet 1966. Elle est connue pour sa participation à deux séries télévisées de la chaîne britannique Channel 4, dans le rôle de Fran Katzenjammer de la série Black Books et celui du Dr. Caroline Todd dans Green Wing. Elle interprète aussi un des rôles principaux dans Tamara Drewe, la comédie de Stephen Frears.

## Carrière

### Télévisée
Elle apparaît dans la série Neverwhere, interprétant le personnage de Lamia (1996), et dans un épisode de People Like Us, l'adaptation d'une série radiophonique sur la BBC Two, où elle tient le rôle de la Mère.
Son premier grand rôle est celui de Fran Katzenjammer, dans la sitcom britannique Black Books en 2000. Elle tient le rôle d'une névrosée, propriétaire du Nifty Gifty, son magasin de babioles un peu design. Elle perd son emploi à la fin de la première saison, et devient finalement très mauvaise à tous les petits boulots pour lesquels elle postule au fil de la série.
En 2005, elle apparaît dans le septième épisode de la saison 1 de la seconde série de Doctor Who, aux côtés de Simon Pegg.
En 2009 elle joue dans la mini-série de la BBC Emma, adaptation du roman de Jane Austen, où elle interprète Miss Bates.

### Cinématographique
- 2011-2017 : Episodes (série télévisée américano-britannique) : Beverly Lincoln
- 2008 : Le Journal d'Anne Frank (The Diary of Anne Frank) (série TV) : Edith Frank
- 2019 : Official Secrets de Gavin Hood : Elizabeth Wilmshurst